# Notschlafstelle

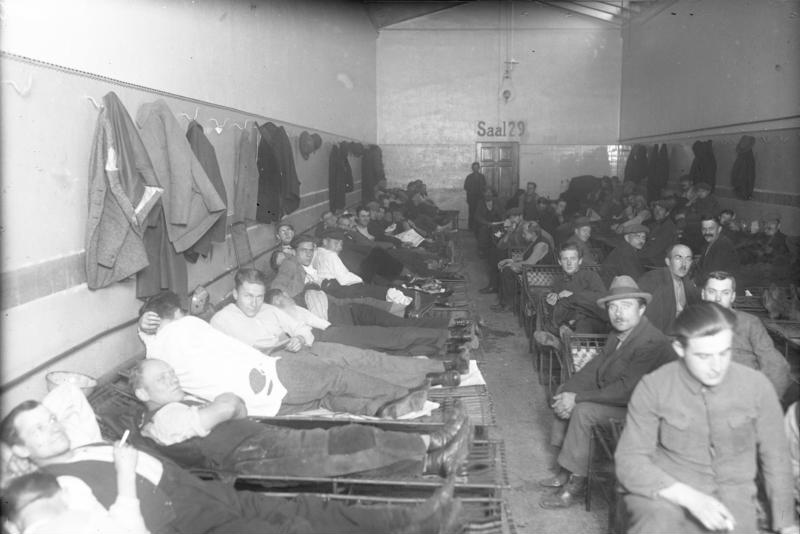
Schlafsaal im städtischen Asyl für Obdachlose in Berlin, Dezember 1930: Täglich nächtigten bis zu 3.000 Frauen und Männer in dieser Einrichtung

Notschlafstellen sind Orte, an denen obdachlose Menschen nächtigen können. 

## Beschreibung und Abgrenzung
Im Regelfall handelt es sich um große Schlafsäle ohne Intimsphäre, in denen allerdings zumeist Spinde, Waschräume bzw. Duschen und Toiletten gegeben sind. In Einzelfällen werden in Notschlafstellen auch Essen, Waschmaschinen, Kleidung, Hygieneartikel, Sozialarbeit und medizinische Betreuung angeboten. Je nach Einrichtung ist der Zugang entweder auf Inländer, Frauen, Jugendliche, drogenabhängige Menschen oder Nichtdrogenabhängige beschränkt. Die meisten Notschlafstellen sind kostenfrei, andere verlangen ein symbolisches Entgelt. In einigen Institutionen müssen die Nutzer sich Tag für Tag erneut anmelden und haben keine Garantie auf einen Schlafplatz, in anderen gibt es ein Abonnement auf den Schlafplatz.
Notschlafstellen sind von Notunterkünften wie Obdachlosenheimen zu unterscheiden. Notunterkünfte sind, anders als Notschlafstellen, rund um die Uhr geöffnet. Die Bewohner sind dort gemäß dem Bundesmeldegesetz angemeldet und erhalten Behörden- und sonstige Post an diese Adresse.

## Entstehung
Notschlafstellen sind eine niedrigschwellige Versorgung von obdachlosen Menschen. Sie sind historisch in der Zeit der Wanderarbeiter begründet und daher nur nachts geöffnet. Dadurch unterscheidet sie sich von einer Notunterkunft, die rund um die Uhr geöffnet ist. Im späten 19., in der ersten Hälfte des 20. Jahrhunderts und im angloamerikanischen Raum waren und sind Notschlafstellen durchweg ehrenamtlich organisiert. Heute hingegen gibt es in Kontinentaleuropa auch  professionell organisierte Notschlafstellen mit staatlicher Förderung.

## Kritik
Moderne Sozialarbeit steht Notschlafstellen kritisch gegenüber, da sie zu keiner Stabilisierung der Zielgruppe führen und die Betroffenen auch bei schlechtem Wetter gezwungen sind, den ganzen Tag auf der Straße zu verbringen. Gegenstück zur Notschlafstelle ist das Tageszentrum, in dem sich obdachlose Menschen ohne Konsumzwang tagsüber aufhalten können.

## Beispiele in Deutschland
- Die Palme (Berlin), Pik As (Hamburg), Zentrum Lehrter Straße der Berliner Stadtmission, Evas Haltestelle in Berlin[1]
- Berliner Kältehilfe[2]

## Beispiele in Österreich
- In Wien ist das Männerwohnheim Meldemannstraße im 20. Wiener Gemeindebezirk bekannt. Das aus zwei fünfgeschossigen Blöcken bestehende Männerasyl bot 410 Männern Platz. Adolf Hitler hat hier von Februar 1910 bis Mai 1913 gewohnt. Das brachte dem Gebäude im Volksmund den Beinamen Hitlervilla ein, wie Gerhard Roth in seinem Buch Eine Reise in das Innere von Wien beschreibt. 2003 wurde das Heim geschlossen.
- VinziRast-CortiHaus, ebenfalls in Wien befindlich.
- Die Notschlafstelle Hermes, eine durch das Rote Kreuz betriebene Notschlafstelle, auch diese befindet sich in Wien
- Die NOWA des Sozialvereins B37 in Linz.